# Autobahnanschlussstelle Salzburg-Nord
Salzburg-Nord ist eine im Stadtgebiet Salzburg gelegene Autobahnanschlussstelle der österreichischen Westautobahn (A1). Sie liegt bei Autobahnkilometer 288,48 und hat demnach die Nummerierung Exit 288.

## Verkehr

### Verkehrsaufkommen
Laut Verkehrsstatistik der ASFINAG frequentieren im August 2018 die Anschlussstelle Salzburg-Nord wochentags im Durchschnitt täglich insgesamt rund 39.000 Kraftfahrzeuge; freitags und samstags lag der Tagesschnitt bei 58.000 bzw. 53.000 Kfz. An Sonn- und Feiertagen waren es rund 34.000 Fahrzeuge. Richtung Norden war das Verkehrsaufkommen etwas höher als in die Gegenrichtung.

### Verbindungen
Bei der Ausfahrt Salzburg-Nord beginnt Richtung Norden die 54,5 km lange Lamprechtshausener Straße (B160), eine salzburgisch-oberösterreichische Landesstraße, auf der man auf kurzem Weg die Gemeinden Bergheim und Anthering erreicht. In die andere Richtung bildet die Anschlussstelle das nördliche Ende der Salzburger Straße (B150), die hier die Fortsetzung der innerstädtischen Vogelweiderstraße bildet. Von der Anschlussstelle gelangt man Richtung Süden in die Stadtteile Itzling und Schallmoos sowie nach gut vier km in die Salzburger Innenstadt.